# 博加茨鄉
44°52′N 25°08′E / 44.867°N 25.133°E
博加茨鄉（羅馬尼亞語：Comuna Bogați, Argeș），是羅馬尼亞的鄉份，位於該國中南部，由阿爾傑什縣負責管轄，面積70平方公里，海拔高度354米，2009年人口4,681，人口密度每平方公里66人。